# Oameni cu aripi
Oameni cu aripi (titlul original: în germană Leute mit Flügeln) este un film dramatic est-german din studioul DEFA, realizat în 1960 de regizorul Konrad Wolf, protagoniști fiind actorii Erwin Geschonneck, Wilhelm Koch-Hooge, Hilmar Thate, Franz Kutschera și Rosita Fernandez.
Accentul acțiunii filmului este proiectul de aeronave 152. În același timp, se face publicitate Forțelor aeriene ale Armatei Populare Naționale, care a luat parte și la producția sa. Deoarece proiectul de construcție a fost oprit la o jumătate de an după premiera filmului, Oameni cu aripi nu a mai fost rulat ulterior în cinematografe. Povestea cadru, care este plasată în prezent, este întreruptă de numeroase analepse din anii 1933, 1936, 1943, 1944, 1946, 1954 și 1958.

## Rezumat
Operatorul radio și comunistul Ludwig Bartuscheck, la sfârșitul Republicii de la Weimar mecanic la fabrica de avioane Sperber, era respectat de muncitori și de directorul general Dehringer. Acesta îi oferă o pregătire ca proiectant de aeronave și protecție împotriva noilor conducători fasciști dacă renunță la convingerile sale politice de comunist. Bartuscheck refuză și intră în ilegalitate, emigrând în Spania. Soția lui este arestată iar micul lor fiu, Henne, este luat de familia colegului său Otto Friedrich. 
În timpul Războiului Civil Spaniol, Ludwig a fost comisarul Brigăzilor Internaționale. În timpul operațiunilor de luptă cu Legiunea Condor, el îl ia prizonier pe fostul său șef dr. Dehringer, care lucrează pentru Legiunea din Spania. Dar Dehringer scapă atunci când armata auxiliară marocană ai generalului Franco atacă Interbrigada. Ludwig este rănit, dar camarazii sovietici îl ajută. Ofițerul sovietic Alioșa, știind originile sale ca mecanic de avioane, îl denumește „omul cu aripi”.
După terminarea războiului civil, Bartuscheck călătorește în Uniunea Sovietică unde în timpul celui de-al Doilea Război Mondial a luptat de partea Armatei Roșii. În 1944, a fost transportat cu avionul de la Tașkent la o operațiune specială în zona Hanovra, unde se află acum părți ale fabricii Sperber. Sub deghizarea muncitorului străin francez „André”, pretins din Alsacia, ar trebui să ia contact cu foști colegi de muncă și să organizeze rezistența împotriva regimului nazist, misiunea fiind pregătită de Alioșa.
Fabricile Sperber produc acum la viteză maximă. Reichs Mareșalul Hermann Göring a preferat Sperber în locul companiei Arado. Sperber lucrează acum la un avion cu reacție, care este deja în fază de testare. Deși Ludwig reușește să ia contact cu oamenii de legătură, este arestat de SS în cadrul unei operațiuni anti-sabotaj și trimis într-un lagăr de concentrare. Cu toate acestea, reușește să păstreze în viață legenda lui „André”.
După eliberare, îl reîntâlnește pe Henne. Ambii vor să lucreze la reconstrucția fabricii, dar mai întâi sunt sarcini mai importante în țara distrusă. Câțiva ani mai târziu, un nou tip de aeronavă destinată aviației civile, proiectată și construită în tânăra RDG, este pregătită pentru un zbor de probă pe pista de zbor.

## Distribuție
- Erwin Geschonneck – Ludwig Bartuscheck, mecanic de avioane la Sperber-Flugzeugwerken, tatăl lui Henne
- Wilhelm Koch-Hooge – dr. Lampert
- Hilmar Thate – Hans „Henne“ Bartuscheck, fiul lui Ludwig
- Franz Kutschera – dr. Dehringer, șef la Sperber-Flugzeugwerke
- Rosita Fernandez – Ines, prietena lui Henne, ulterior soție
- Otto Dierichs – dr. Klinger, un coleg la Sperber
- Fred Mahr – tatăl Friedrich, tatăl vitreg al lui Henne
- Georg Gudzent – Max
- Mathilde Danegger – mama Friedrich, mama vitregă a lui Henne
- Norbert Christian – Kneipack
- Albert Hetterle – Ivan Ilianov, „Alioșka“, ofițer sovietic, ulterior general
- Brigitte Krause – Betty Bartuscheck, soția lui Ludwig și mama lui Henne
- Erik S. Klein – un soldat din Wehrmacht
- Sabine Thalbach – logodnica soldatului
- Gert Andreae – René
- Jochen Diestelmann – Juri
- Hannjo Hasse – ofițerul SS
- Dietrich Körner – Fritz
- Manfred Krug – Dave, soldatul american, ulterior offițer al US Air Force
- Willi Neuenhahn – Pedro
- Otto Krone – muncitorul Emil
- Erich Fritze – ofițerul de la Condor
- Werner Senftleben – cel mai vârstnic din bloc
- Hans Flössel – prizonierul german
- Erich Brauer – ofițerul de la Forțele Aeriene
- Doris Thalmer – soția lui Emil
- Albert Zahn – plutonierul patrulei